# Województwo wendeńskie
Województwo wendeńskie – województwo I Rzeczypospolitej, wchodzące w skład Inflant.
Utworzone zostało w 1598 za Zygmunta III Wazy po przekształceniu jednej z trzech prezydencji (prezydiów), utworzonych po rozejmie w Jamie Zapolskim w 1582 r. jako jedno z trzech województw inflanckich (obok województwa parnawskiego i dorpackiego). Stolicą województwa było miasto Wenden (pol. Kieś, łot. Cēsis).
Po 1621 r. województwo faktycznie przestało istnieć w wyniku zajęcia Inflant przez Szwecję, choć formalnie zostało zlikwidowane dopiero po pokoju w Oliwie w 1660 r. Pozostała przy Rzeczypospolitej część województwa wendeńskiego (tzw. Inflanty polskie) została zorganizowana w województwo inflanckie.
Główne miasta, osady i zamki: 
- Wenden (Kieś)
- Ryga
- Dyjament
- Kokenhausen
- Kircholm
- Dyneburg
- Rzeżyca
- Marienhaus
- Schwanenburg
- Lucyn
- Lenward
- Kryżborg

Tytuł wojewody wendeńskiego, podobnie jak fikcyjne tytuły ziemskie nieistniejącego już wtedy województwa wendeńskiego, utrzymały się do końca Rzeczypospolitej Obojga Narodów (zob. urzędy fikcyjne).

## Wojewodowie wendeńscy[3]
- 1598–1602 Jerzy Farensbach
- 1602–1606 Maciej Dembiński (zm. 1606)
- 1609–1619 Krzysztof Słuszka (zm. 1619)
- 1620–1622 Teodor Denhoff (1620–1622)
- ok. 1627–1640 Joachim Tarnowski
- 1641–1643 Tomasz Sapieha (1641–1643)
- 1643–1659 Mikołaj Korff (zm. 1659)
- 1659–1660 Aleksander Morsztyn (zm. 1660)